# Reich-fogó

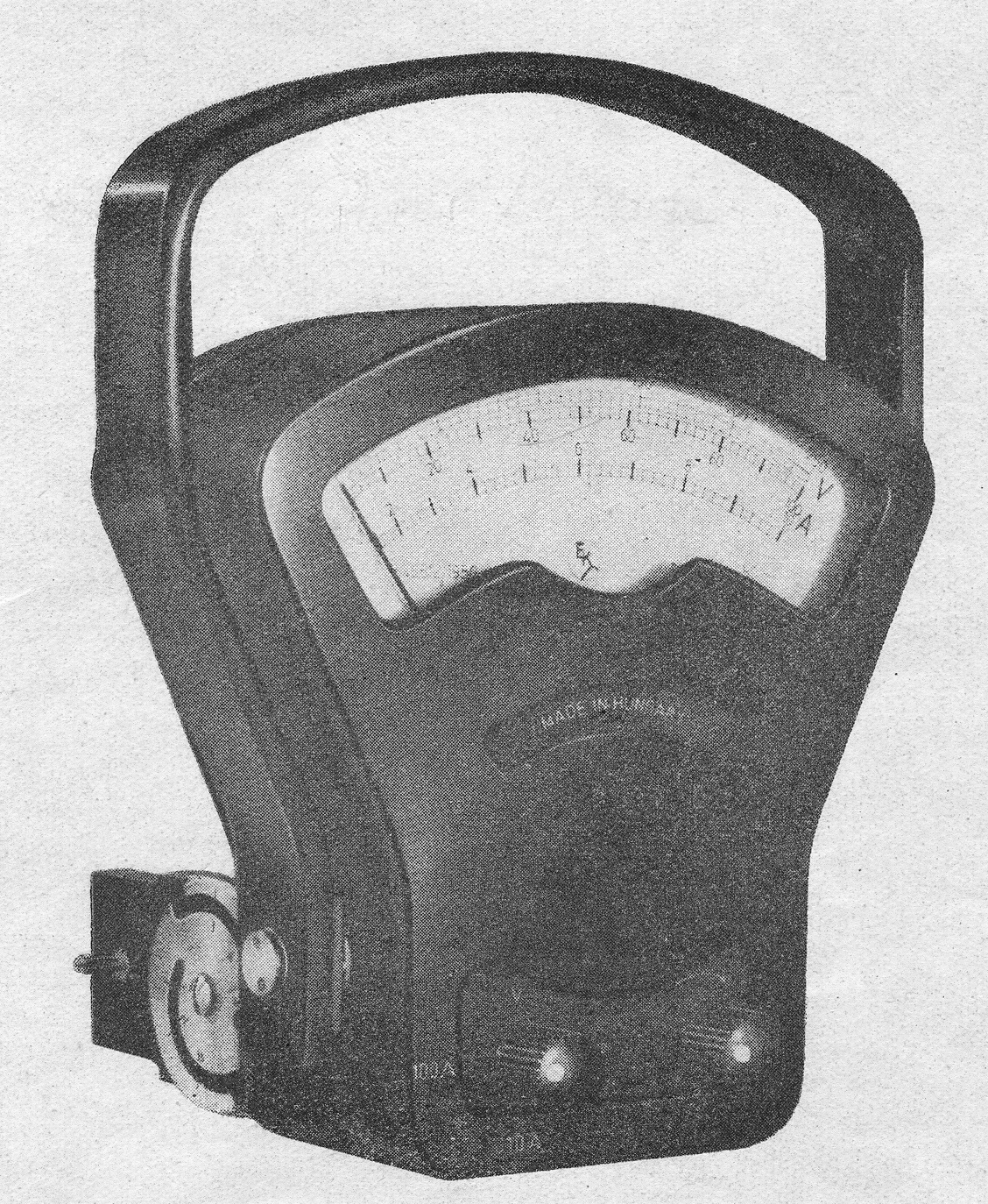
Reich-fogó

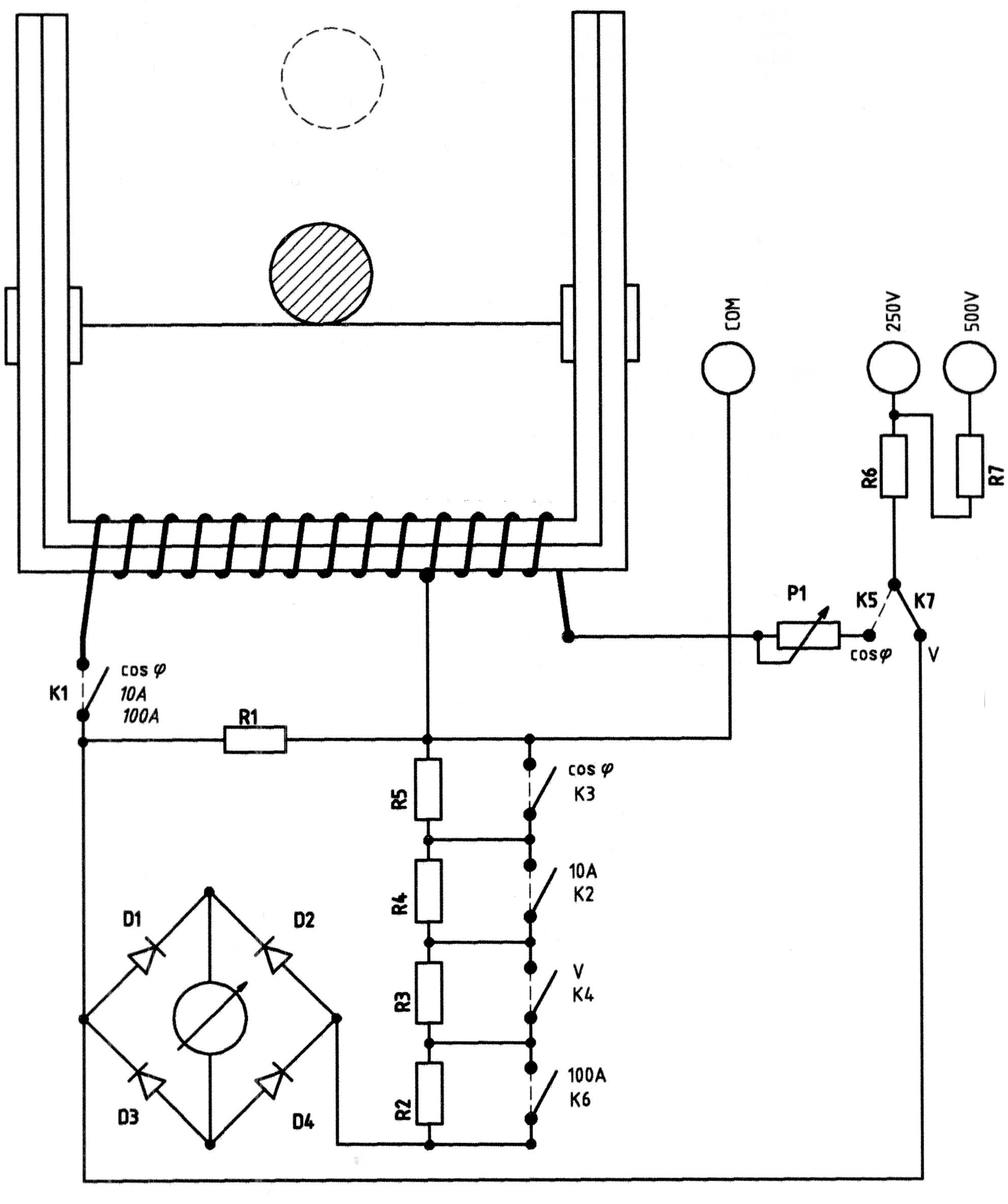
Reich-fogó elvi kapcsolási rajza

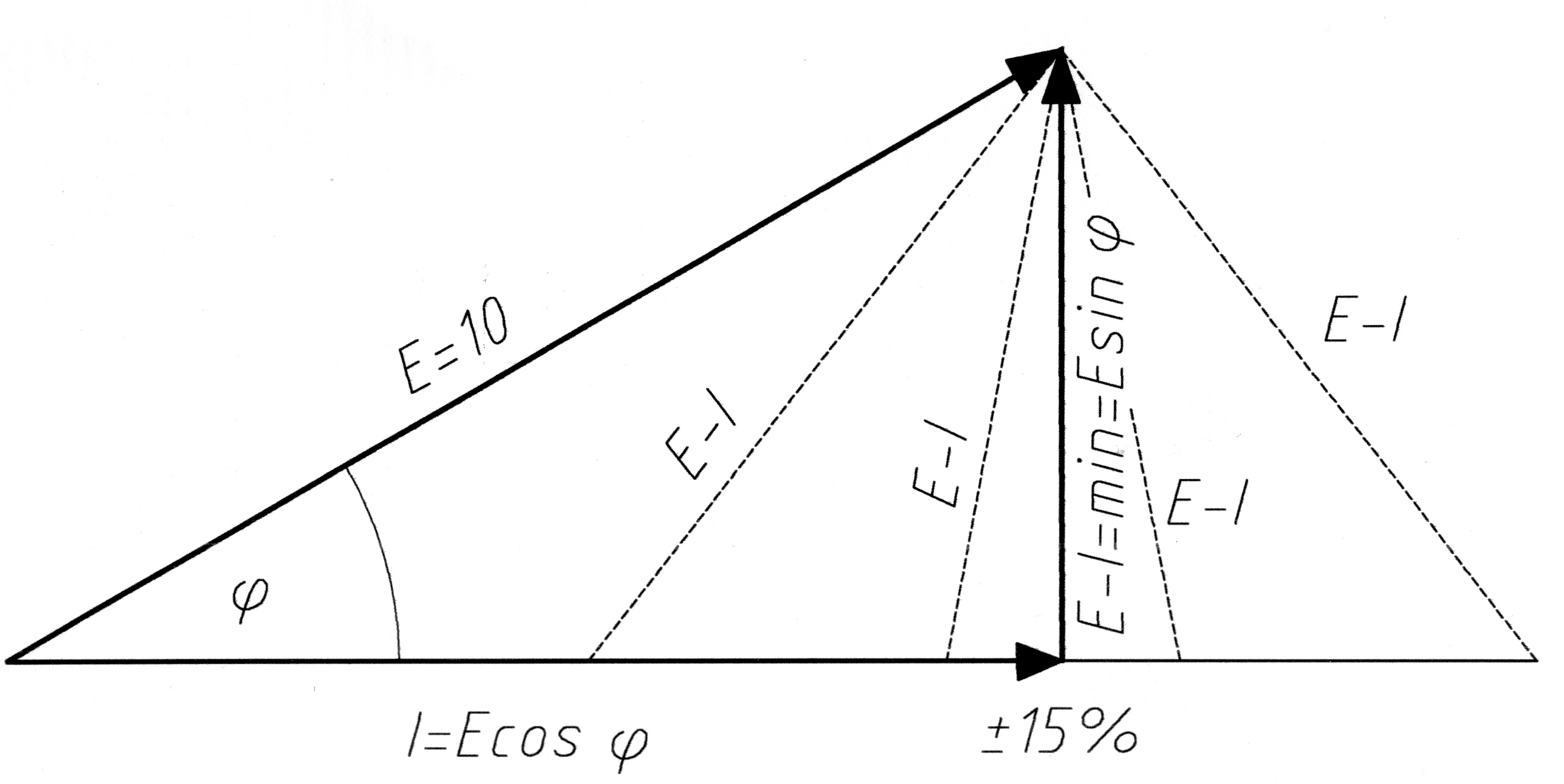
Reich-fogó vektorábrája

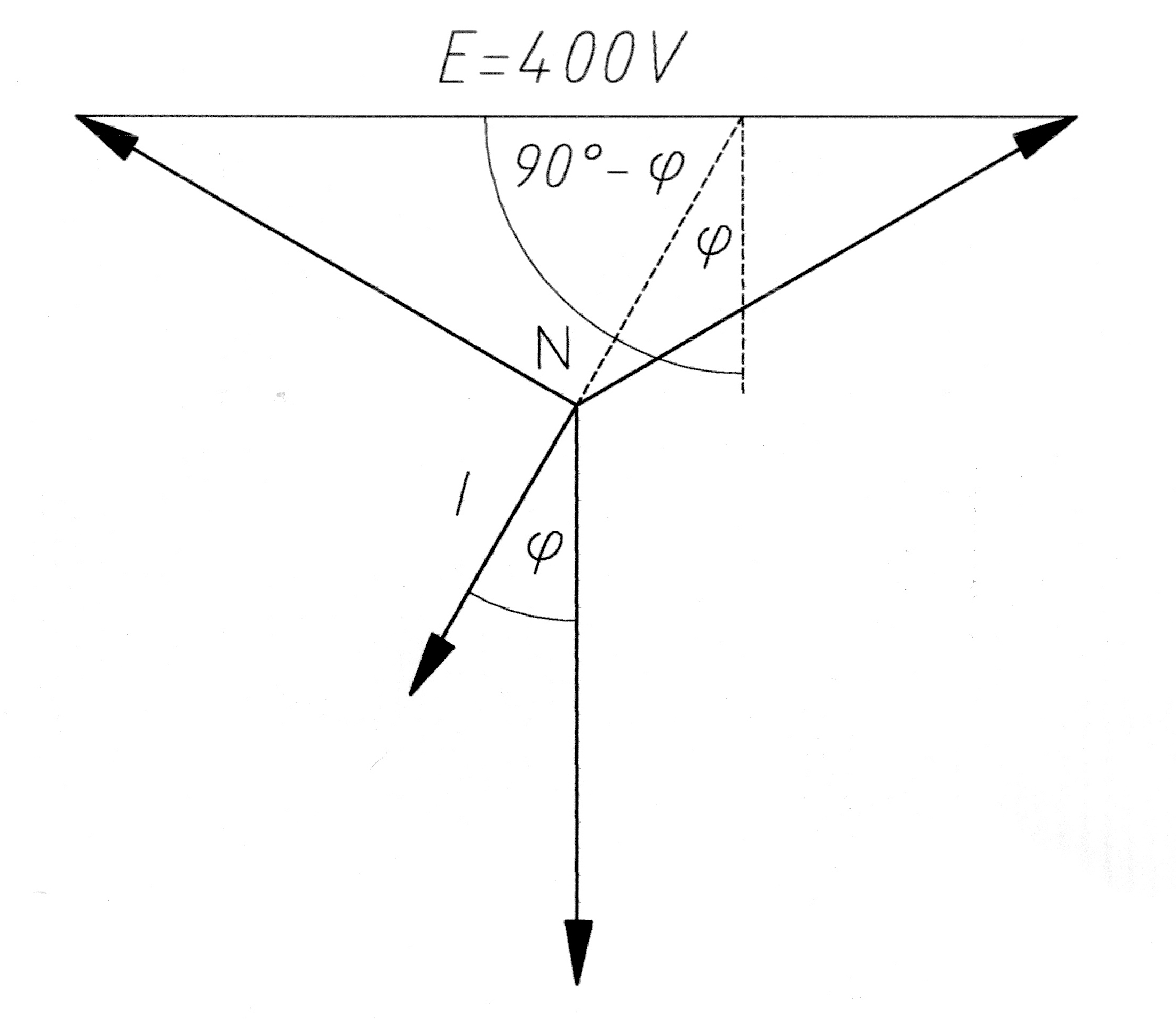
Reich-fogó vektorábrája háromfázisú körben

A Reich-fogó Reich Ernő szabadalmaztatott készüléke. A készülékkel vezetékbontás nélkül lehet mérni váltakozó áramot, feszültséget, teljesítménytényezőt és ezáltal közvetve egyfázisú váltakozóáramú teljesítményt.

## Működése

### Áramerősség mérése
A készülék lényegében egy nyitott vasmagú áramváltó, a vasmagra tekert szekunder tekerccsel, egybeépítve egy egyenirányítóval és egy lengőtekercses műszerrel. A nyitott vasmag miatt egy állítható ütközővel lehet biztosítani, hogy a mérendő vezeték a vasmaghoz képest mindig azonos helyzetet foglaljon el. A kép bal oldalán látható excentrikus tárcsát a szigetelt, vagy csupasz vezeték átmérőjének megfelelő helyzetbe állítva biztosítja a primer (mérendő) vezeték vasmaghoz képest azonos helyzetét. A műszer a nyitott vasmagú áramváltónak azon tulajdonságát, hogy a kijelzőműszer kitérése a vezeték helyzetétől függ a méréshatár megnövelésére is felhasználja. Az ütközőnek egy távolabbi helyzetében kétszeres áramerősség mérhető. 10 A mérése esetében a K1, K3, K4, K6, és K7, míg 100 A mérése esetében a K1, K2, K3, K4, K7 kapcsolók zárt állásban vannak.

### Feszültség mérése
A műszert V állásba kapcsolva a nyitott vasmagra feltekert szekunder tekercs egyik végét a beépített K1 kapcsoló leválasztja az egyenirányítóról, és helyette a K7 kapcsolóval a kisebb feszültség bemenetet köti rá egy előtét-ellenálláson keresztül. A méréshatárváltás átdugaszolással történik. Feszültség mérése esetén a K2, K3, K6, K7 kapcsolók zárt állásban vannak.

## Teljesítménytényező mérése
A vasmagon az áramváltó szekunder tekercsén kívül még egy tekercs található. Ez a tekercs egy állandó-, és egy szabályozható értékű ellenálláson keresztül a hálózati feszültségről kapja a táplálást. A tekercs körében lévő nagy ohmos ellenállás miatt, a tekercs induktív ellenállása ellenére, ez utóbbiban a feszültséggel gyakorlatilag fázisban levő, de változtatható nagyságú áram folyik. Ha az áramváltó vasmagját az áramot vezető sín, és a feszültségre kapcsolt tekercs egyidejűleg gerjeszti, úgy a műszeren a vektorkülönbséggel arányos kitérés olvasható le. A teljesítménytényező mérése úgy történik, hogy feszültségre kapcsolva a műszert, a vezetősíntől távol a szabályozó ellenállás segítségével a műszert a végkitérésre állítják. (A 10 A-es skálán a 10 A-nek megfelelő helyre) Ekkor a műszer az E=10 jelű feszültségvektornak megfelelő értéket mutatja. (Ellenőrzésül a műszert 10 A állásba kapcsolva nem szabad kitérést mutatnia.) A Reich-fogót az áramot vezető sínhez közelítve a kitérés csökken, mivel a műszer az E–I vektornak megfelelő értéket mutatja. A műszer közelítése közben elérhető egy minimális kitérés (az ábrán vastagon berajzolt vektorháromszög esete), amikor a mutató kitérése az (E-I)min= E×sin φ értéknek felel meg. A háromfázisú hálózatban, ezt a mérést úgy végezve, hogy az L2 fázis áramához nem az L2-N fázisfeszültséget, hanem az erre merőleges L1-L3 vonali feszültséget kapcsolják, akkor a kitérés az 
EL1-L3-IL2=EL1-L3×(90°-sin φ)=EL1-L3×cos φ értékkel lesz egyenlő. Mivel a mérés kezdetekor az EL1-L3-nek megfelelő kitérés kerek értékre (10) lett állítva, a műszeren közvetlenül a cos φ értéke olvasható le. Teljesítménytényező mérése esetében a K1, K2, K4, K5, K6 kapcsolók zárt állásban vannak.

## Gyártása
A készüléket Reich Ernő az EKA gyárban konstruálta. Gyártotta az EKM gyár is. A Reich-fogó szabadalmát a Siemens és a General Electric világcégek is megvették és a készüléket gyártották.